# Тумул (Мегіно-Кангаласький улус)
Тумул (рос. Тумул) — село у Мегіно-Кангалаському улусі Республіки Сахи Російської Федерації.
Населення становить 547 осіб. Орган місцевого самоврядування — Доллунський наслег.

## Історія
Згідно із законом від 30 листопада 2004 року органом місцевого самоврядування є Доллунський наслег.

## Населення
| 2002 | 2010 | 2012 | 2013 | 2014 | 2015 | 2016 |
| ---- | ---- | ---- | ---- | ---- | ---- | ---- |
| 660  | ↘578 | ↘549 | ↘526 | ↗528 | ↗535 | ↗544 |
| 2017 | 2018 |      |      |      |      |      |
| ↗546 | ↗547 |      |      |      |      |      |